# Twist Again in Moskau
Twist Again in Moskau ist eine französische Filmkomödie von Jean-Marie Poiré aus dem Jahr 1986.

## Handlung
Iouri ist seit einiger Zeit dabei, seine Freundin Tatiana Fedorova zum russischen Popstar aufzubauen, als ihre Eltern ihm prompt einen Strich durch die Rechnung machen: Vater Fedor ist ein jüdischer Historiker und hat sich beim Einsatz für einen ebenfalls jüdischen Wissenschaftler an der Universität vergessen und dem Rektor im Streit die Brille von der Nase geschlagen. Der ist dreifacher Lenin-Orden-Preisträger. Weil Fedor nun entschlossen ist zu kämpfen und eine Revolution zu beginnen, steht bald darauf das KGB vor der Tür. Iouri, Tatiana, Fedor und seine Frau Tamara flüchten zu Iouris Schwager Igor, der in Moskau das Hotel Tolstoi leitet. Er soll der Gruppe Kontakt zu einem Georgier verschaffen, der alle außer Landes bringen soll.
Igor hat sich in Moskau mit dem System arrangiert. Er schmiert andere und lässt sich schmieren, führt Hotel und Leben am Ende jedoch so, dass vor allem er Vorteile davon hat. Schon lange ist ihm der Erfolg seiner klavierspielenden Tochter wichtiger als das Wohlergehen des Kunden. Vor allem seine gute Beziehung zu Minister Alexeï bewahrt ihn vor so mancher Unannehmlichkeit. Als jedoch öffentliche Gerüchte aufkommen, dass Igor korrupt ist, muss Alexeï einer Prüfung des Hotels zustimmen. Er schickt ihm den angeblich unfähigen Boris Pikov, der sich jedoch als besonders linientreu und antikorrupt entpuppt. Als auch noch Iouri mit Freundin und Schwiegereltern erscheint, ist Igor überfordert. Um Boris nicht argwöhnisch werden zu lassen, zieht er heimlich in seine eigene Wohnung um, da er bisher im Hotel fünf Suiten belegte. Auch zahlreiche Wertgegenstände versucht er, aus dem Hotel zu schmuggeln. Bei ihm kommen sowohl seine als auch Iouris Familie unter. Bald erscheint das KGB im Hotel und warnt Igor vor Iouri, der in Moskau gesehen wurde und angeblich Chef einer Bande jüdischer Terroristen sei. Zurück in seiner Wohnung wirft Igor Iouri und die anderen raus, begleitet sie dann aber doch zum Georgier. Der verkauft der Gruppe einen Motor für ein Flugzeug, das unweit der Grenze zur Türkei stehe. Er werde dort auf sie warten und außer Landes bringen.
Nach einigen chaotischen Zwischenfällen starten Igor, Iouri, Tatiana, Fedor und seine Frau Tamara per Auto und erreichen nach drei Tagen den vereinbarten Treffpunkt. Das Flugzeug erweist sich als Schrott, kann jedoch fahrtüchtig gemacht werden. Beim Startversuch reißt die gesamte Flugzeugnase ab und stürzt in Igors Wagen. Per Lastwagen kommt die Gruppe nach Moskau zurück. Igors Abwesenheit hat für Misstrauen gesorgt und schon bald wird Igor durch Boris Pikovs Engagement verhaftet, kurz darauf aber nach Einspruch des Ministers freigelassen. Iouri und seine Leute verstecken sich unterdessen an einem geheimen Ort, wo sie von Igors Frau Natacha mit Essen versorgt werden. Igor folgt ihr und verrät das Versteck an den KGB, da der mit der Verhaftung seiner Tochter droht. Es ist Boris Pikov, der sich erneut einmischt und so Iouri und die anderen ungewollt warnt, sodass ihnen die Flucht gelingt.
Silvester veranstaltet Igor eine große Feier für seine Freunde und Kollegen am Meer. Der Minister Alexeï ist dazu per Yacht angereist. Auch Iouri und seine Leute erreichen schließlich den Ort der Feier. Nach einigen chaotischen Verwicklungen gelingt es ihnen, den Schlüssel der Yacht an sich zu nehmen. Igor und der als Weihnachtsmann verkleidete Kriegsveteran Leonid Bassounov liefern sich ein Weihnachtsmannschlittenrennen mit dem KGB, was damit endet, dass Boris Pikov Bassounov ins Bein schießt und damit seinen gesellschaftlichen Untergang besiegelt. Igor, Natacha, Iouri, Tatiana, Fedor und Tamara gelingt mit der Yacht die Flucht. Das russische Radio der Wahrheit verkündet kurz darauf, dass eine Gruppe von 100 prozionistischen und von der CIA gelenkten Söldnern kurzzeitig ins russische Hoheitsgebiet eingedrungen seien, um einen Anschlag auf Bassounov durchzuführen, was zur Befragung des US-amerikanischen Botschafters geführt habe. Die Beteiligten gehen schließlich unterschiedliche Wege: Boris Pikov landet in Sibirien, Fedor verarbeitet seine Erlebnisse im Buch Unter dem Joch der neuen Zaren, Tatiana und Iouri sind Musiker in Aserbaidschan geworden und Igor und Natacha haben ein russisches Lokal in London eröffnet, das sie aus dem Erlös der ersten Konzerte ihrer Tochter finanzieren konnten.

## Produktion

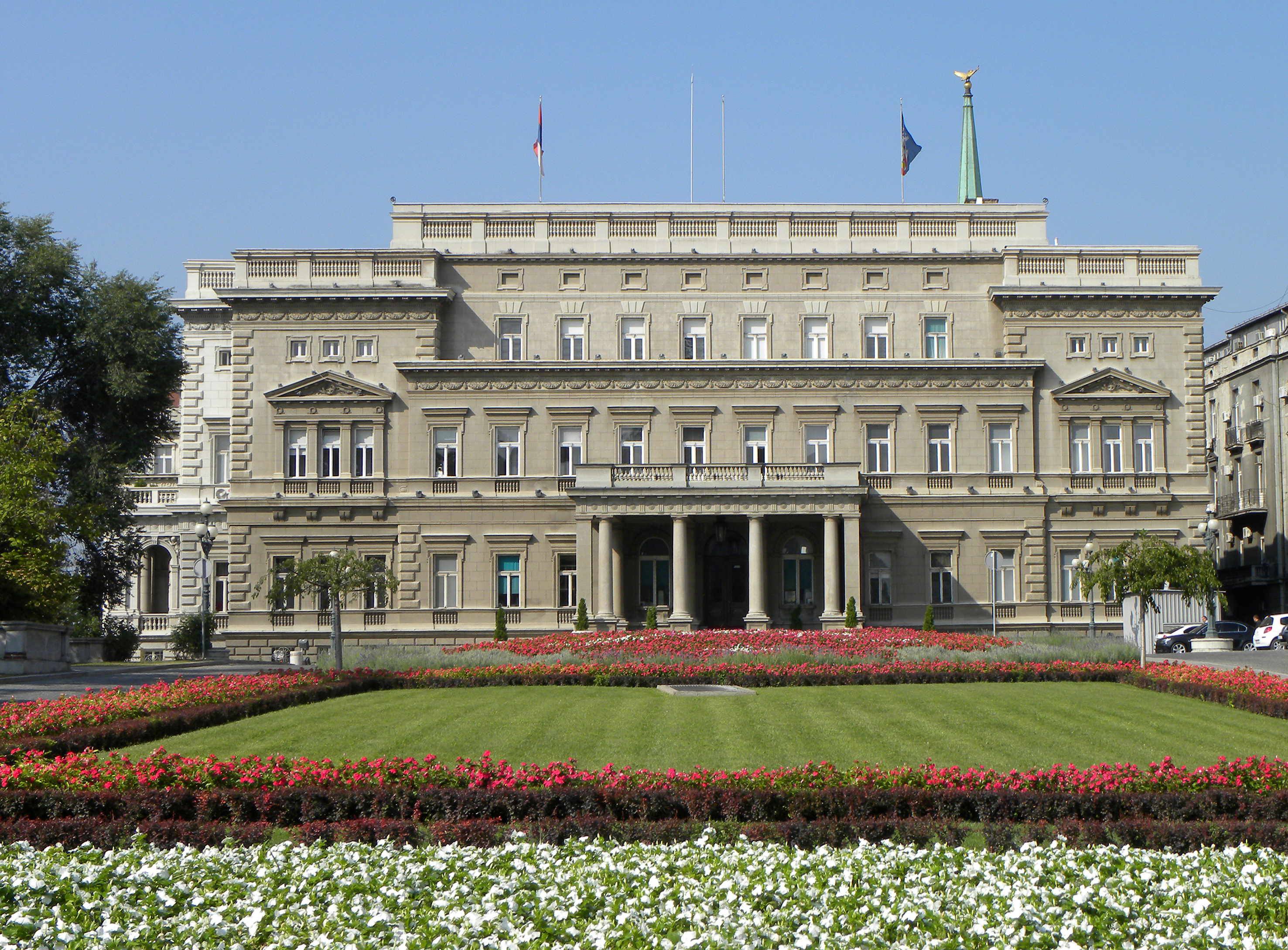
Das Rathaus in Belgrad, im Film das Hotel Tolstoi

Twist Again in Moskau wurde im serbischen Belgrad sowie in Valloire (Szenen an der türkischen Grenze) gedreht. Als Schauplatz des Hotel Tolstoi diente das alte Stadtschloss und heutige Rathaus in Belgrad. Die Kostüme schuf Catherine Leterrier, die Filmbauten stammen von Pierre Guffroy.
Der Film kam am 22. Oktober 1986 in die französischen Kinos und lief am 26. November 1987 auch in den deutschen Kinos an. Im März 1988 wurde der Film auf Video veröffentlicht, kam am 9. April 1990 auf RTL plus im deutschen Fernsehen und erschien 2007 auf DVD.

## Synchronisation
| Rolle            | Darsteller           | Synchronsprecher  |
| ---------------- | -------------------- | ----------------- |
| Igor Tataïev     | Philippe Noiret      | Klaus Höhne       |
| Iouri            | Christian Clavier    | Arne Elsholtz     |
| Boris Pikov      | Martin Lamotte       | Fred Maire        |
| Alexeï           | Bernard Blier        | Klaus Miedel      |
| Tatiana Fedorova | Agnès Soral          | Madeleine Stolze  |
| Leonid Bassounov | Jacques François     | Walter Reichelt   |
| Sergeï Leontiev  | Roland Blanche       | Reinhard Glemnitz |
| Mann             | Jean-Paul Roussillon | Herbert Weicker   |
| Natacha Tataïev  | Marina Vlady         | Karin Anselm      |

## Kritik
Das Lexikon des internationalen Films nannte Twist Again in Moskau eine „weitgehend vergnügliche Satire auf den real existierenden Sozialismus mit einigen ernsten Untertönen“, der vor allem durch das Spiel Philippe Noirets „reizvoll“ sei. „Jean-Marie Poire zeigt in seinem Film von 1987 witzig […] das Bolschevita des letal existierenden Sozialismus in der Sowjetunion“, schrieb Der Spiegel 1990.